# Leichtathletik-Weltmeisterschaften 1995/Teilnehmer (Schweiz)
| Goldmedaillen | Silbermedaillen | Bronzemedaillen |
| ------------- | --------------- | --------------- |
| –             | –               | –               |

Die Schweiz stellte mindestens fünf Teilnehmerinnen und zwölf Teilnehmer bei den Leichtathletik-Weltmeisterschaften 1995 in der schwedischen Stadt Göteborg.

## Ergebnisse

### Männer

#### Laufdisziplinen
| Athlet/en                                                      | Disziplin    | Vorlauf      | Vorlauf | Viertelfinale      | Viertelfinale      | Halbfinale         | Halbfinale         | Finale             | Finale             |
| Athlet/en                                                      | Disziplin    | Zeit         | Platz   | Zeit               | Platz              | Zeit               | Platz              | Zeit               | Platz              |
| -------------------------------------------------------------- | ------------ | ------------ | ------- | ------------------ | ------------------ | ------------------ | ------------------ | ------------------ | ------------------ |
| Stefan Burkart                                                 | 100 m        | 10,61 s      | 53      | 10,69 s            | 40                 | nicht qualifiziert | nicht qualifiziert | –––                | –––                |
| David Dollé                                                    | 200 m        | 20,69 s      | 13      | 20,84 s            | 24                 | nicht qualifiziert | nicht qualifiziert | –––                | –––                |
| Alain Reimann                                                  | 200 m        | 21,28 s      | 44      | nicht qualifiziert | nicht qualifiziert | –––                | –––                | –––                | –––                |
| Kevin Widmer                                                   | 200 m        | 20,69 s      | 13      | 20,74 s            | 21                 | nicht qualifiziert | nicht qualifiziert | –––                | –––                |
| Mathias Rusterholz                                             | 400 m        | 45,97 s      | 18      | 45,54 s            | 13                 | 45,80 s            | 11                 | nicht qualifiziert | nicht qualifiziert |
| Arnold Mächler                                                 | 10.000 m     | 29:33,77 min | 34      |                    |                    |                    |                    | nicht qualifiziert | nicht qualifiziert |
| Gunnar Schrör                                                  | 110 m Hürden | 13,95 s      | 37      | nicht qualifiziert | nicht qualifiziert | –––                | –––                | –––                | –––                |
| Marc Dollendorf                                                | 400 m Hürden | 50,47 s      | 35      |                    |                    | nicht qualifiziert | nicht qualifiziert | –––                | –––                |
| Laurent Clerc, Kevin Widmer, Alain Rohr und Mathias Rusterholz | 4 × 400 m    | 3:03,91 min  | 14      |                    |                    |                    |                    | nicht qualifiziert | nicht qualifiziert |

#### Zehnkampf
| Athlet        | 100 m         | Weitsprung   | Kugelstoßen   | Hochsprung   | 400 m         | 110 m Hürden  | Diskuswurf    | Stabhochsprung | Speerwurf     | 1500 m            | Punkte | Platz |
| Mirko Spada   | 11,37 s 780 P | 6,69 m 741 P | 15,66 m 830 P | 1,86 m 679 P | 49,99 s 815 P | 14,48 s 913 P | 45,62 m 780 P | 4,50 m 760 P   | 58,08 m 709 P | 4:31,19 min 737 P | 7744   | 17    |
| Rolf Schläfli | 11,15 s 827 P | 6,74 m 753 P | 13,91 m 723 P | 1,89 m 705 P | 47,86 s 916 P | 15,06 s 842 P | 40,28 m 670 P | 4,30 m 702 P   | 60,42 m 744 P | 4:33,82 min 720 P | 7602   | 18    |

### Frauen

#### Laufdisziplinen
| Athletin         | Disziplin    | Vorlauf      | Vorlauf | Viertelfinale | Viertelfinale | Halbfinale         | Halbfinale         | Finale             | Finale             |
| Athletin         | Disziplin    | Zeit         | Platz   | Zeit          | Platz         | Zeit               | Platz              | Zeit               | Platz              |
| ---------------- | ------------ | ------------ | ------- | ------------- | ------------- | ------------------ | ------------------ | ------------------ | ------------------ |
| Regula Zürcher   | 800 m        | 2:05,87 min  | 30      |               |               | nicht qualifiziert | nicht qualifiziert | –––                | –––                |
| Ursula Spielmann | 5000 m       | 16:12,57 min | 37      |               |               |                    |                    | nicht qualifiziert | nicht qualifiziert |
| Nelly Glauser    | Marathon     |              |         |               |               |                    |                    | 2:40:42 h          | 20                 |
| Julie Baumann    | 100 m Hürden | 12,99 s      | 8       |               |               | 12,86 s            | 6                  | 12,95 s            | 5                  |

#### Sprung-/Wurfdisziplinen
| Athletin          | Disziplin  | Qualifikation | Qualifikation | Finale             | Finale             |
| Athletin          | Disziplin  | Weite/Höhe    | Platz         | Weite/Höhe         | Platz              |
| ----------------- | ---------- | ------------- | ------------- | ------------------ | ------------------ |
| Sieglinde Cadusch | Hochsprung | 1,93 m        | 13            | nicht qualifiziert | nicht qualifiziert |